# Алганча-Ігра
Алганча́-Ігра́ (рос. Алганча-Игра, удм. Эгра) — присілок в Малопургинському районі Удмуртії, Росія.
Урбаноніми:
- вулиці — Зарічна, Молодіжна, Нагірна, Соснова, Шкільна

## Населення
Населення — 267 осіб (2010; 302 в 2002).
Національний склад станом на 2002 рік:
- удмурти — 99 %